# Мальсагов, Азамат Арсамакович
Азамат Арсамакович Мальсагов (род. 2 марта 1936, Грозный, Северо-Кавказский край) — российский учёный. Доктор технических наук (2000), профессор, ректор Ингушского государственного университета (1994—1999).

## Биография
Окончил Уральский лесотехнический институт. После окончания института стал начальником механического цеха завода «Электроинструмент» в Назрани. Затем учился в аспирантуре Ростовского института сельскохозяйственного машиностроения, где защитил кандидатскую диссертацию по технологии машиностроения. После защиты его оставили в институте, где он через некоторое время стал доцентом кафедры «Технология машиностроения».
В 1982 году вернулся в Грозный, начал работать в Чечено-Ингушском педагогическом институте. Здесь он создал и возглавил кафедру машиностроения на индустриально-педагогическом факультете. В 1994 году был организован Ингушский государственный университет. Мальсагов стал его первым ректором и занимал эту должность до 1999 года.
В июне 2000 года в Донском государственном техническом университете (Ростов-на-Дону) защитил докторскую диссертацию по теме «Механико-математические основы управления технологическими параметрами деформирования». По состоянию на 2006 год Мальсагов имел 94 публикации. Результаты исследований Мальсагова используются на многих ведущих машиностроительных предприятиях страны. Участвовал во многих всероссийских и международных научных конференциях.